# Mircza Stary
Mircza Stary, rum. Mircea cel Bătrân (ur. 1358, zm. 31 stycznia 1418) – hospodar wołoski w latach 1386–1418 z dynastii Basarabów, syn hospodara Radu I.

## Rodzina
Był synem hospodara wołoskiego Radu I. Jedyną w pełni potwierdzoną źródłowo żoną Mirczy jest Mara, nieznanego pochodzenia. Dała mu syna Michała, panującego na Wołoszczyźnie w latach 1418–1420. Z jego licznych dzieci, pochodzących ze związków małżeńskich i pozamałżeńskich, na tronie wołoskim zasiedli także: Radu II Praznaglava, Aleksander Aldea i Wład Diabeł.

## Panowanie
Objąwszy tron w 1386 po śmierci brata, Dana I Mircza próbował uniezależnić Wołoszczyznę od Węgier, uważających ją za obszar im podległy. Od 1389 roku, za pośrednictwem hospodara mołdawskiego Piotra Muszatowicza, prowadził rozmowy z królem Polski Władysławem Jagiełłą, które zaowocowały zawartym w 1390 roku antywęgierskim sojuszem z Polską.
Rozpoczęta dzięki zabezpieczeniu się od strony Węgier ekspansja wołoska na tereny Dobrudży spowodowała konflikt z Turcją, co w połączeniu ze zmianą na tronie mołdawskim, na którym zasiadł skonfliktowany z Jagiełłą Roman I (hospodar mołdawski), spowodowało zwrot w stosunkach wołosko-węgierskich. Mircza wprawdzie powstrzymał najazd turecki zwyciężając w bitwie pod Rowinami (10 października 1394), niemniej zagrożenie tureckie wciąż pozostawiło silne (jeszcze w 1393 została utracona Dobrudża), co zmusiło Mirczę do zawarcia sojuszu z królem Węgier, Zygmuntem Luksemburskim. Traktat podpisano w marcu 1395 (odzyskując przy tym zapewne tereny stracone przez Radu I, a także zamek Bran).
Pomoc ze strony Węgier okazała się konieczna niemal natychmiast. W tym samym 1395 Mircza został pozbawiony tronu hospodarskiego przez swego bratanka Włada Uzurpatora, wykorzystującego niezadowolenie z rosnącej pozycji Mirczy wśród lokalnych bojarów, a także mającego poparcie Mołdawii, Turcji i Polski (uznał jej zwierzchnictwo). Pierwszy atak Mirczy na Włada, wsparty przez Węgry zakończył się jednak niepowodzeniem - mimo początkowych sukcesów Mirczy Wład zdołał go pokonać sięgając po pomoc turecką. Dopiero w 1396 Wład został obalony przez bojarów wołoskich, których przeraziło tureckie zwycięstwo pod Nikopolis i opanowanie przez nich terenów na południe od Dunaju. Mircza (który uczestniczył w bitwie pod Nikopolis, gdzie krzyżowcy ponieśli klęskę m.in. wskutek nieusłuchania jego rad) powrócił wówczas na tron wołoski, a rok później zdołał odeprzeć kolejną interwencję turecką.

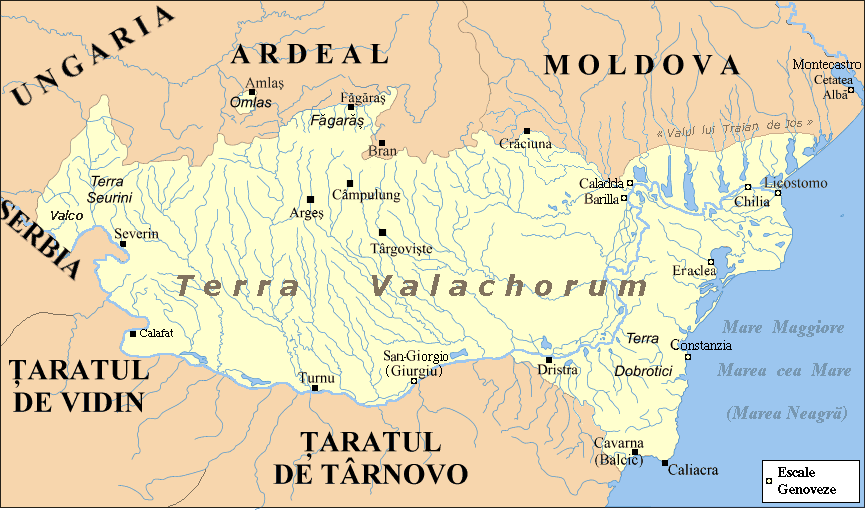
Mapa Wołoszczyzny (1406)

W 1401 Mircza rozpoczął działania wojenne przeciwko Turcji, zdobywając tereny za Dunajem, m.in. ważny port Kilia oraz Silistrię i docierając do Morza Czarnego. Korzystał z faktu pogrążenia się Turcji w wojnie domowej po klęsce pod Ankarą. W 1409 wdał się nawet aktywnie w spory dynastyczne w Imperium Osmańskim, udzielając pomocy, także militarnej, pretendującemu do sułtańskiego tronu Musie. Wydał nawet za niego swą córkę. Musa, odniósłszy sukces wynagrodził Mirczę licznymi nadaniami terytorialnymi.
Wołoszczyzna oddaliła się wtedy politycznie od Węgier i ponownie zbliżyła z Polską. W 1411 roku Mircza zawarł sojusz z Jagiełłą, skierowany przeciw Zygmuntowi Luksemburskiemu. W tym czasie władza Musy w Turcji jęła słabnąć a szala zwycięstwa przechyliła się na korzyść Mehmeda I. W początkach roku 1413 Mircza, przewidując rychły upadek Musy, odstąpił go, usiłując nawiązać przyjazne stosunki z Mehmedem. Ten jednak po pokonaniu Musy doprowadził do wybuchu konfliktu, którego zarzewiem były prawdopodobnie zadunajskie posiadłości Mirczy, które hospodar począł rychło tracić. W 1415 Mircza zdołał doprowadzić do porozumienia (za cenę haraczu), lecz rok później poparł kolejnego pretendenta do tronu tureckiego, Mustafę (ekspedycja Mirczy dotarła aż do Salonik). Spowodowało to skierowanie na Wołoszczyznę odwetowej wyprawy tureckiej. Konflikt turecko-wołoski trwał aż do śmierci Mirczy w 1418.

## Mecenat
Mircza ufundował wiele monastyrów i cerkwi, między innymi słynny zespół klasztorny w Cozia (1388), gdzie został pochowany i gdzie zachowały się jeszcze malowidła ścienne z tamtych czasów. Był również fundatorem klasztoru w Snagov, w którym, według legendy, mają spoczywać szczątki jego wnuka, Włada Palownika.

## Znaczenie
Mircza Stary jest uważany za jednego z najwybitniejszych władców w historii państw rumuńskich. Uznawany jest za wybitnego męża stanu i dowódcę, czego dowodem miały być jego sukcesy, które doprowadziły do znacznego poszerzenia granic jego państwa. Pod koniec życia jednak musiał on uznać wyższość potęgi tureckiej i zapoczątkował zwyczaj okupywania pokoju ze strony tego sąsiada. Po jego śmierci Wołoszczyznę ogarnął silny kryzys polityczny.

## Literatura
- J. Demel: Historia Rumunii. Wrocław – Warszawa – Kraków: Zakład Narodowy im. Ossolińskich – Wydawnictwo, 1970, s. 117-120, 127.
- J. Rajman: Encyklopedia średniowiecza. Kraków: Wydawnictwo Zielona Sowa, 2006, s. 655-656. ISBN 83-7435-263-9.